# سدیم پرکلرات
سدیم پرکلرات (به انگلیسی: Sodium perchlorate) با فرمول شیمیایی NaClO۴NaClO۴.H۲O (monohydrate) یک ترکیب شیمیایی با شناسه پاب‌کم ۵۲۲۶۰۶ است؛ که جرم مولی آن ۱۲۲٫۴۴ g/mol می‌باشد. شکل ظاهری این ترکیب، جامد بلوری سفید است.

## کاربردها و رویدادهای اخیر
در سال‌های اخیر، سدیم پرکلرات در مرکز توجهات بین‌المللی قرار گرفته‌است، زیرا این ماده در تولید سوخت جامد برای موشک‌ها به کار می‌رود. در اردیبهشت ۱۴۰۴، گزارش‌هایی منتشر شد مبنی بر اینکه مقادیر زیادی سدیم پرکلرات از چین به ایران صادر شده‌است. بر اساس این گزارش‌ها، کشتی‌های «Golbon» و «Jairan» بیش از ۱۰۰۰ تن سدیم پرکلرات را به ایران منتقل کرده‌اند.
چندی بعد، انفجاری در بندر رجایی ایران رخ داد که به گفته برخی از منابع، ناشی از محموله‌ای حاوی سدیم پرکلرات بوده‌است. این حادثه منجر به خسارات مالی و جانی قابل توجهی شد و نگرانی‌هایی در مورد نحوه نگهداری و حمل‌ونقل مواد خطرناک برانگیخت.

## نگرانی‌های بهداشتی
علاوه بر کاربردهای صنعتی و نظامی، مطالعات اخیر نشان داده‌اند که سدیم پرکلرات می‌تواند منابع آب و غذا را نیز آلوده کند و عملکرد غده تیروئید انسان را تحت تاثیر قرار دهد. این تاثیر به ویژه برای نوزادان و زنان باردار خطرناک است و می‌تواند منجر به مشکلات رشد و اختلالات سلامتی شود.